# Каптол (вулиця)

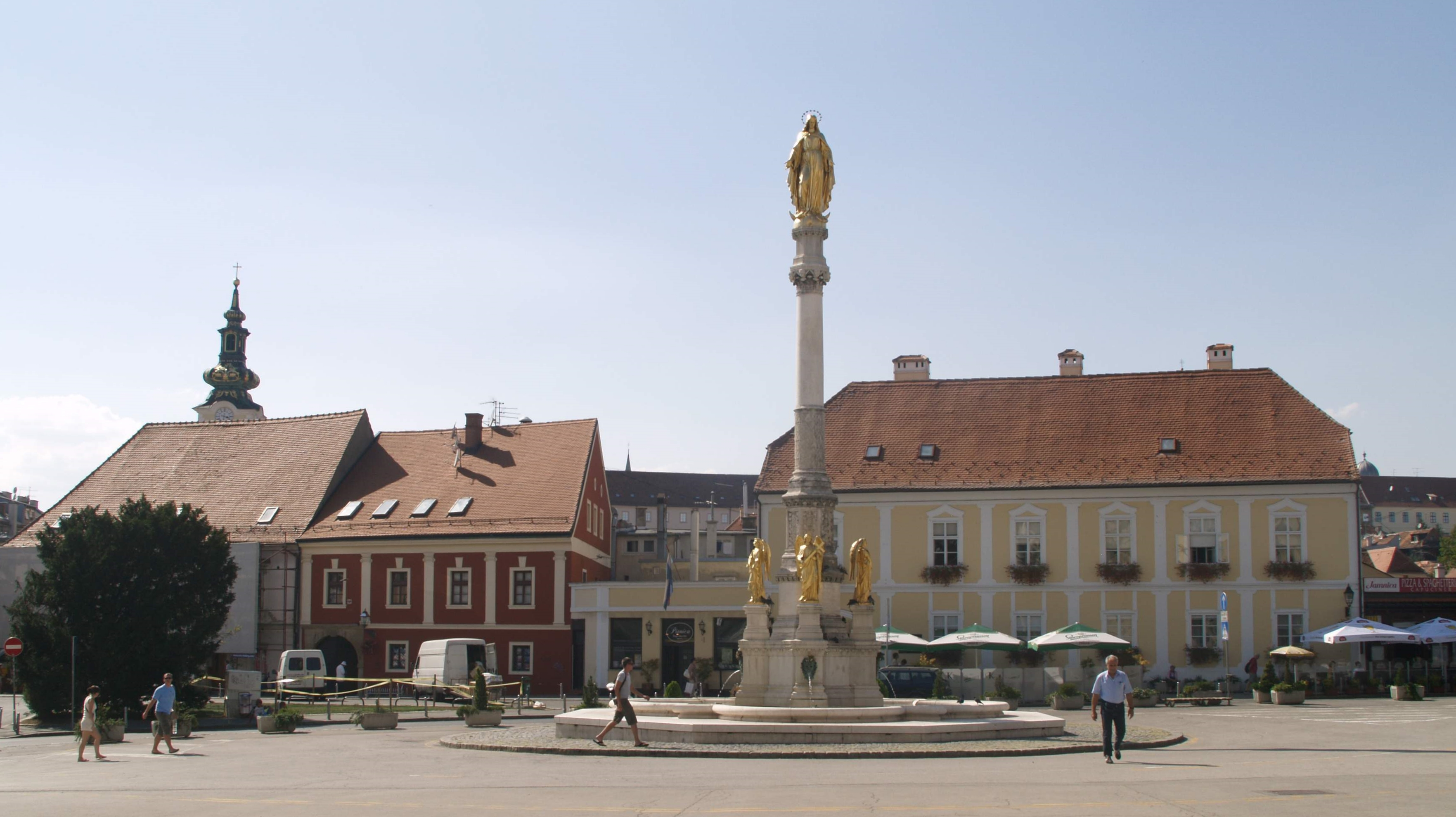
Каптольська площа та скульптура Пресвятої Діви Марії з чотирма ангелами, роботи Антона Домініка Фернкорна, встановлена над фонтаном роботи Германа Боле в 1873 р.

Капто́л (хорв. Kaptol) — вулиця в центрі Загреба. 
Назва «Каптол» застосовується також як термін для міського кварталу, який оточує власне вулицю Каптол та Загребський кафедральний собор. 
Каптол є історичним кварталом із старовинною архітектурою. Як окреме поселення виникло в часи середньовіччя в процесі урбанізації та з’єднання з Градецом (Градец або Гріч, старовинний квартал), сформувавши  місто Загреб. 
Каптол біля Кафедрального собору має вигляд площі, звужуючись в північному напрямку до вулиці. На великій каптольській площі домінує Кафедральний собор, оточений стінами та архієпископським палацом. Посередині площі стоїть фонтан із скульптурою св. Марії ХІХ ст.
45°49′00″ пн. ш. 15°58′41″ сх. д. / 45.8167131428056° пн. ш. 15.9781605005264° сх. д.